# Chadasch

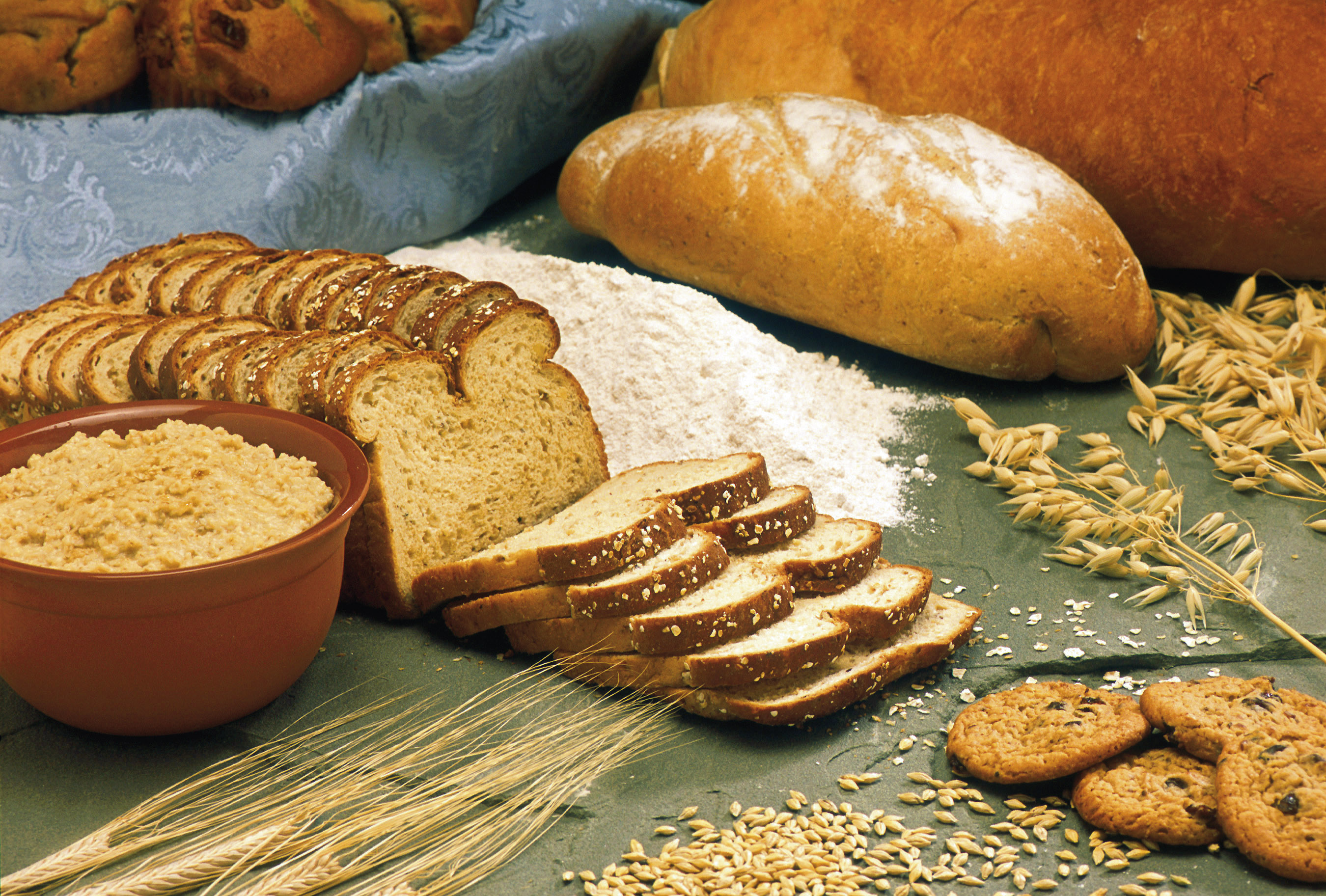
Getreideprodukte

Im Judentum ist Chadasch (oder Chodosch) (hebräisch חָדָשׁ „neues [Getreide]“) eine Vorschrift innerhalb der Kaschrut (den jüdischen Speisegesetzen), basierend auf der biblischen Vorschrift, kein Getreide des neuen Jahres (ab Rosch ha-Schana, dem jüdischen Neujahrsfest – etwa Ende September) oder daraus hergestellte Produkte, vor dem jährlichen Omer-Opfer am 16. Nisan (etwa Ende März) zu essen. Getreideprodukte, die von diesem Gesetz nicht mehr betroffen sind, weil sie früher gepflanzt worden sind, werden als Jaschan (hebräisch ישן) „alt“ bezeichnet.

## Die fünf Getreidearten
Im rabbinischen Judentum ist diese Vorschrift auf fünf Getreidearten beschränkt – Weizen, Gerste, Dinkel, Roggen und ein fünftes Schibolet schual (das entweder mit Hafer oder einer Gerstenart namens segala in Latein identifiziert wurde). Alle diese Körner (oder daraus hergestellte Produkte), die zu „jung“ sind, um die Vorschrift zu erfüllen, werden im Judentum als Chadasch („neues [Getreide]“) bezeichnet. Darüber hinaus verlangt die rabbinische Interpretation, dass Getreide vor dem Omer-Opfer Wurzeln geschlagen hat, damit es zum erlaubten Getreide wird; Daher konnten nach Pessach (etwa Ende April) gepflanzte Körner frühestens zwölf Monate später verzehrt werden.
Nach der Zerstörung des Zweiten Tempels in Jerusalem wird das Omer-Opfer nicht mehr dargebracht. Stattdessen wird das „neue Getreide“ nach dem Datum erlaubt, an dem das Opfer in alten Zeiten dargebracht wurde. Chazal verfügte wegen des zusätzlichen Feiertags außerhalb des Landes Israel eine weitere Verschiebung um einen Tag.